# 474 Prudentia
Prudentia (asteroide 474) é um asteroide da cintura principal com um diâmetro de 37,58 quilómetros, a 1,9345478 UA. Possui uma excentricidade de 0,2112311 e um período orbital de 1 402,92 dias (3,84 anos).
Prudentia tem uma velocidade orbital média de 19,01857171 km/s e uma inclinação de 8,79845º.
Esse asteroide foi descoberto em 13 de Fevereiro de 1901 por Max Wolf.